# أيرتون بريسيادو
أيرتون بريسيادو (17 يوليو 1994 بالإكوادور - ) هو لاعب كرة قدم إكوادوري في مركز الوسط. لعب مع سوسيداد ديبورتيفو كيتو وديسبورتيفو تروفينسي.

## مسيرته الكروية
لعب أيرتون بريسيادو خلال مسيرته الاحترافية مع 6 أندية في أحد عشر موسمًا وسجل خلالها 43 هدفًا ضمن 203 مباراة. ولم يفز بأي موسم بالكأس وفاز في موسمين بالدوري.
خاض أيرتون بريسيادو مسيرته مع نادي سوسيداد ديبورتيفو كيتو في موسم 2011 واستمر معه طيلة ثلاثة مواسم، مشاركًا في 15 مباراة ولم يسجل أي هدف. ثم انتقل إلى ديسبورتيفو تروفينسي في موسم 2013–14 لمدة موسم واحد، حيث شارك في 37 مباراة سجل خلالها 6 أهداف. لينتقل بعدها إلى نادي ليتشويس في موسم 2014–15 لمدة موسم واحد، مشاركًا في 14 مباراة سجل خلالها هدفين. ثم انتقل إلى نادي أوكاس في عامي 2015-2017 ولمدة موسمين، مشاركًا في 57 مباراة سجل خلالها 12 هدفًا. هذا وانتقل لاحقًا إلى نادي إيميلك في عامي 2017-2019 ولمدة موسمين، مشاركًا في 54 مباراة سجل خلالها 21 هدفًا. ثم انتقل بعدها إلى نادي سانتوس لاغونا في موسم 2018–19 ولمدة موسمين، مشاركًا في 26 مباراة سجل خلالها هدفين.

## وصلات خارجية
- أيرتون بريسيادو على موقع قاعدة بيانات كرة القدم.إي يو (الإنجليزية)
- أيرتون بريسيادو على موقع ناشيونال فوتبول تيمز (الإنجليزية)
- أيرتون بريسيادو على موقع Soccerway.com (الإنجليزية)
- أيرتون بريسيادو على موقع عالم كرة القدم.نت (الإنجليزية)